# Shin’ichi Mutō
Shin’ichi Mutō (jap. 武藤 真一 Mutō Shin’ichi; ur. 2 kwietnia 1973) – japoński piłkarz, który występował na pozycji pomocnika.

## Kariera klubowa
Od 1992 do 2003 roku występował w klubach JEF United Ichihara i Oita Trinita.